# 高岩成二
高岩 成二（たかいわ せいじ、1968年〈昭和43年〉11月3日 - ）は、日本の俳優、スタントマン、スーツアクター。
ジャパンアクションエンタープライズ（旧・ジャパンアクションクラブ）に所属していた。主に東映製作のスーパー戦隊シリーズや仮面ライダーシリーズなどの特撮テレビドラマシリーズの主役ヒーローのスーツアクターを担当。
埼玉県出身。身長175センチメートル。妻は元女優の高岩利恵。

## 略歴
テレビの映画CMで視た真田広之に憧れ
、高校在学中の16歳の時にジャパン・アクションクラブ（JAC、現・ジャパンアクションエンタープライズ、JAE）の養成所に入所した。JACでは16期生にあたり、同期には横山一敏、今井靖彦、竹内康博、村岡弘之、大林勝、辻本一樹などがいる。
養成所卒業後、後楽園ゆうえんち（現・東京ドームシティアトラクションズ）野外劇場のアトラクションショーで『光戦隊マスクマン』のアングラー兵、後にブラックマスクを担当し、2年目からは『超獣戦隊ライブマン』のレッドファルコンで初めてレッド役を経験、以後『五星戦隊ダイレンジャー』までの7年間、後楽園ゆうえんちのショーに出演した。テレビでは『仮面ライダーBLACK RX』のライダーマン役などを務めた。
1992年、『恐竜戦隊ジュウレンジャー』のドラゴンレンジャー役で本格的なスーツアクターを務める（ノンクレジット）。
1994年、ヒーローショーの演出も担当していたアクション監督の竹田道弘の招きで、『忍者戦隊カクレンジャー』ニンジャレッド役で、初めて主役のスーツアクターを務めた。
1995年、メタルヒーローシリーズ『重甲ビーファイター』でブルービート（アクション）を担当。
1996年、『ビーファイターカブト』でもビーファイターカブト（アクション）を担当したほか、フリオ・リベラ / ビーファイターゲンジ役で出演。スーツアクターだけでなく、変身前の姿も演じた。
1998年、『星獣戦隊ギンガマン』のギンガレッド役で再びレッド役（主役）を務める。同年5月には、『カクレンジャー』で共演した女優の村上利恵と結婚。スーパー戦隊シリーズのレッド役は、『ギンガマン』から『未来戦隊タイムレンジャー』（2000年）まで3作品連続で務めた。
2001年に『仮面ライダーアギト』で主役・仮面ライダーアギトのスーツアクターを務め、以降平成仮面ライダーシリーズでは第6作『仮面ライダー響鬼』を除く全作品の主役ライダーを演じている。
2005年、『魔法戦隊マジレンジャー』で5年ぶりにレッド役を務めた。
2007年、『仮面ライダー電王』に出演。同作ではモモタロスのスーツアクターを務めたほか、人格の異なる仮面ライダー電王の全フォームを演じ分け、高い評価を受けた（詳細は後述）。
2010年2月には、JAE所属俳優による音楽ユニット「J-MEN」に参加。1stシングル「限界Revolution」で歌手デビューを果たしている。
近年ではスーツアクターを目指す人や一般の人々を対象としたアクションのワークショップを不定期に開講し、アクションを身近に感じてもらう取り組みを行っている。
2021年10月31日、同日を持って35年間所属していたJAEとの所属契約を満了し、フリーとして活動することを報告した。
2022年4月、坂本浩一が監督を務めるWeb配信ドラマ『グッドモーニング、眠れる獅子』にて顔出しで初主演を務めた。同作では実子である高岩芯泰も出演している。

## 人物
兄と妹がいる。
父親は平凡なサラリーマンだったが、土日は接待ゴルフ、平日は仕事終わりの吞み会と、家を不在にすることが多く、幼少期は、母親と兄妹、祖父母の6人で過ごすことが多かった。
好きな食べ物は梅干しとサクランボ。嫌いな食べ物は固形チーズ。好きな色は黒。趣味は食べ歩き、特技は剣道、柔道。千葉真一より倉田保昭派。
スポーツ全般は得意だが、持久走だけは苦手。高所恐怖症である。
世界観に踏み込めず、自身を投影できないという理由でSFに興味がなく、スター・ウォーズシリーズも一切鑑賞したことがない。
仕事柄、路上観察が癖づいており、夢中になり過ぎて妻によく怒られている。

## スタイル
平成仮面ライダーシリーズで最も多く主人公ライダーを担当しているが、作品毎にきっちりアクションスタイルを使い分けているほか、特に『仮面ライダー龍騎』以降は細かい仕草なども含めて変身前の人物描写との一体性を高めることを重んじた役作りを行うなど、演技力の高さも評価されている。本人の談によれば、このように変身前の人物を演技に取り入れたのは『電磁戦隊メガレンジャー』のメガブルー役が初だが、それまでレッドを戦隊の中心として重々しい存在と考えていた高岩にとって、メガブルーはレッドでないからこそできた演技であり、後に『救急戦隊ゴーゴーファイブ』でゴーレッド役を演じたときには、一般人が変身という設定だったため、人間味を主体とした演技を心がけることができたという。後にスーパー戦隊シリーズで多くのレッド役を演じることになった福沢博文は、自分がレッド役を引き受け始めたころには、高岩によって昔ながらのレッドのイメージは薄れ、彼ならではのレッドのイメージが確立されていたと語っている。また、高岩が戦隊シリーズに出演するようになった90年代の後半ごろまで、顔出しの役者とスーツアクターとの芝居の整合性は、脚本に合わせて喜怒哀楽を大まかにすり合わせる程度であったという。
『救急戦隊ゴーゴーファイブ』以降、主役俳優とコミュニケーションを取って演技の擦り合わせを行うことで、キャラクターの整合性を図っている。尚、演技を擦り合わせる際は、演技に入る前のプライベート部分を参考にすることがあり、プライベート時の仕草を自身の演技に採り入れることで、より雰囲気が出るよう工夫している。また、擦り合わせる役者については、高岩の方から話しかける方針を採っており、1～5話まで様子を見た上で突っ込んだ話は避け、役者自身の試行錯誤が終わった2クール目から細かい部分を含めた擦り合わせを行うように心掛けている。
平成ライダーを演じる際は、変身前の俳優の所作や癖を把握して、キャラクター像を創り上げる役作りを行っている。

## アクション・演技の心得
- 「ヒーローにはお約束がある」と前置きした上で、アクション俳優を志す人は、一昔前の白黒映画やテレビ、時代劇などのアクションを参考にすると引き出しが増えるとして、自身がスーツアクターを務めた『仮面ライダー電王』で披露した「昭和のノリ」が、当時の視聴者層に評価されたことを一例として挙げている[32]。
- 顔出しの役者とスーツアクターとの芝居の擦り合わせを監督に伝える際は、本番前の面を外したテスト時に、スーツアクターの表情をしっかり作り込んで演じることで、擦り合わせた演技を監督に覚えて貰うようにしているが、スーツアクターの表情を見たくない監督もいるため、個別の対応が求められるとしている[33]。
- 『仮面ライダーアギト』で、動作の極端な制限を経験したことから、作品によっては「動かない芝居」が必要とされ、動かないことも表現の1つであるとして、感情が演技に乗っかれば動く必要はないと指摘している[34]。

## エピソード

### 幼少時代
一番古い記憶は幼稚園の頃で、勝手に歩き回っては公園の噴水に落ちて溺れかけるなど、手のかかるやんちゃ坊主だったが、両親からは特に咎められず、親の教育方針は緩かった。この時期に視聴していた特撮番組は『仮面ライダー』や『スペクトルマン』、『怪傑ライオン丸』、『秘密戦隊ゴレンジャー』で、等身大のヒーローが好きだったこともあり、ヒーローごっこで良く真似たのは、仮面ライダーとゴレンジャーだった。仮面ライダーでは一文字隼人がお気に入りで、ごっこ遊びでは、彼が変身する仮面ライダー2号になりきることが多く、反対に本郷猛が変身する仮面ライダー1号については、当時視聴していた記憶が余りないという。同時期はアクションドラマも良く視聴しており、エンディングのクレジットに記載された「アクション/JAC」の文字を見てはいたものの、後述する映画『忍者武芸帳 百地三太夫』を観るまで、JACの存在を把握することはなかった。
幼稚園の年長頃から兄と共に剣道を習い始めたが、低身長ゆえに、高身長の相手から故意に試合で後頭部を打撃されるなどのパワハラを受けたため、父親に辞めたいと訴えたところ、父親の口癖だった「何をやっても3年は続けろ」と諭され、言葉通りに3年間は稽古を続けたが、有段者にはなれなかった。しかし、習得した剣道の知識は、後にアクションを行う際の糧となったという。また、スーツアクターを目指す際も、父親から前述の言葉をかけられたと述懐している。

### 学生時代
小学生の頃はスタントマンか体育教師になりたいと考えていたが、小学6年生の時に真田広之の主演作『忍者武芸帳 百地三太夫』を観てJACの存在を知り、中学時代はテニス部だったが、部活動をサボっては同級生とチャンバラごっこに明け暮れ、この頃からアクション俳優（スタントマン）を志すようになった。JAC創設者の千葉真一が器械体操出身であったこと、バク転が出来ないと入所できないとの思い込みから、高校時代はJACの養成所と平行して器械体操部に所属していた。
高校在学時にJAC入所を志すも、方法が分からず、偶然本屋で見つけたオーディション雑誌の募集を読み、友人を伴って直接、事務所を訪れた。スタッフに応募方法を教わり、帰宅後に両親へ相談すると、受かると思われず、あっさり賛同されたという。当日は応募者3000人が集まった会場のとしまえんで、運動や発声、面接（志穂美悦子が担当）などの審査に臨み、合格を勝ち取る。私立高2校に通えるほど高額な入所金に両親は反対したものの、兄の賛同もあり、「25歳までに芽が出なければ辞める」条件で、高校2年から学校と掛け持ちで養成所へ通うことになった。

### JAC・JAE時代
学業優先という親との約束を守り、平日は高校と体操の部活、休日の日曜日に丸1日かけて養成所のカリキュラムを受講する日々を送った。1年目の基礎練習を終え、2年目から本格的なアクションを井上清和や崎津隆介、沢田祥二、春田純一などから、発声を島田敬穂などから学んだが、夢中になったのは演技講習で、演劇研究所の講師の指導を聴きながら、スタジオ床にノートを広げて必死にメモを取るほどだったという。最終的にオーディションに合格した後、JAC16期生として正式入所となる。
入所した直後、新人だけを集めた仕事を早速振られ、内容も聞かずに「やります！」と挙手したことから、当時は不人気だった後楽園ゆうえんち野外劇場のアトラクションショーに出演することになり、「しまった！」と心の中で叫んだものの、スタッフに連れられ見学することになった。そのため、俳優科を希望していた当初はスーツアクターをやりたくなかったという。しかし、高所から飛び降りるスタントや、走行中のジェットコースター上で立ち回る擬闘にカッコ良さを感じ、「嫌になったら辞めたら良い」と軽い気持ちで『光戦隊マスクマン』のアングラー兵役でデビューした。

#### ヒーローショー
『光戦隊マスクマン』ショーでは、同期の中で唯一、メインヒーロー役で抜擢されたが、これはレッド役の岡元次郎が『仮面ライダーBLACK』に出演するために離脱するなどして枠が空いたことによるもので、当初は別の同期がブラックマスクを担当したものの、大顔で面が合わず、高岩に変更された。後に高岩は「運が良かった」と述懐している。しかし、高岩は同番組を見ていなかったことから演技がわからず、必死に頭を下げて先輩たちから段取りや約束事を教わるも、演出を担当していた山岡淳二からは叱責されたという。
『超獣戦隊ライブマン』ショーでは、前任者の先輩が抜け、偶然に体格が似ていたことから、レッドファルコン役の後任として抜擢される。戦隊のヒーローショーにて、アクター歴2年目でレッド役になるのは事例は異例の早さだという。
客の反応を目の当たりにでき、満員時には子供の大歓声の中で、殺陣やピンマイクでの芝居ができるヒーローショーのライブ感に魅了され、7年間続けたが、ショー終了後の握手会も重要な仕事で、10分の休憩時間で、握手用の手袋交換や水分補給、マスクの冷却をやるという過酷さだった。また、客入りの多い日には握手会だけで1時間半かかり、夏休みや祝日には、平日1回の公演が4～5回行われ、その度に握手会が開催されるために、準備の合間にうどんを口にするしか食事の手段がなかったという。

#### 平成仮面ライダーシリーズ
平成仮面ライダーシリーズには、2001年の『仮面ライダーアギト』から2018年の『仮面ライダージオウ』まで参加した。同シリーズでは『クウガ』『響鬼』を除くすべての主役ライダーを担当していることから、ミスター平成ライダーの異名をもつ。体力的に一番充実していたのは『電王』（2007年）～『ディケイド』（2009年）の時期で、『ドライブ』（2015年）『ゴースト』（2016年）の頃には衰えを感じ、後輩に任せたいと思うようになったという。
平成仮面ライダー最終作となった『ジオウ』を節目として主役ライダーのスーツアクターを勇退し、後作品である『仮面ライダーゼロワン』では、主役ライダーのスーツアクターを縄田雄哉が新たに担当しているが、高岩が『ゼロワン』にも引き続き関わることは当初から告知されており、第4話から登場した仮面ライダー滅のスーツアクターを担当している。
事務所を退所して以降は、スーツアクターとしての仕事が途絶えているが本人曰くオファーが来れば主役でも悪役でもいつでもやりたいとのこと。

##### 仮面ライダーアギト
『未来戦隊タイムレンジャー』に出演中、事務所から「来年は仮面ライダーをやってもらうから」と連絡があり、納得が行かず『タイムレンジャー』のアクション監督だった竹田道弘に「僕、クビですか？」と食って掛かった。結局、『仮面ライダークウガ』で主役を演じた富永研司が辞退したことによる後任抜擢だと判明したものの、戦隊シリーズの雰囲気に馴染んだこともあって、当初は『アギト』の出演には不満だったという。『アギト』の時点ではスーパー戦隊シリーズで磨いたナチュラルな芝居が過剰表現として捉えられ、監督の金田治に「動かない芝居」を教えられたと述べている。
『アギト』で一番悩まされたのは、顔出しの役者との掛け合いで、アフレコ作業の関係上スーツアクターは喋れない制約があったため、顔を動かさずに体の向きだけで台詞を終えた合図を相手に伝える工夫を行ったものの、現場から「動きすぎ」と指摘され、開き直りで微動だにしない態度でOKを貰うこともあった。
『アギト』はビデオ撮影だったため、フィルムと違って、コマの速度を上げてスローや早回し等の調整を行うことができず、スーツアクターの動きがそのまま作中に反映されるため、アクション監督の判断でカット割りを細かくして、アクションの冗長さを抑える手法が採られたが、同じ動きを何度も繰り返すため、それ相応の負担となった。またアギトのスーツは、アップ用がウェットスーツ、アクション用が伸縮性のあるゴム素材で出来ていたが、戦隊シリーズのスーツに比べ動き辛く、甲冑系のパーツが体に当たると痛みが伴う上に、熱も籠りがちで、夏は暑く、冬は寒い代物であったという。
『アギト』は「アクションより芝居が濃密だった」と、後年に感想を述べており、この時期からスタッフの撮影に対する認識の変化もあって、スーツアクターも人間の芝居を求められた結果、一般向けのドラマを撮っている気持ちで撮影に臨んだと述懐している。
『グッドモーニング、眠れる獅子』の座談会でのインタビューにおいて、一番好きな自身が演じたライダーを決めて欲しいとの質問を受けた際には、悩みに悩んだ末に『アギト』を挙げている。

##### 仮面ライダー龍騎
『アギト』では変身前後でキャラクター性が切り替わることから細かい芝居の表現はなかったが、2002年の『仮面ライダー龍騎』からは変身前後でのキャラクターのリンクを意識するようになったという。第1話の龍騎ブランク体が発した「折れたァ!!」のセリフも本人のアドリブであり、これで監督も真司役の須賀貴匡も真司のキャラをつかむきっかけになったと語っている。
『龍騎』では、TVSPや劇場版を含めて13人の仮面ライダーが登場するため、個々のキャラクターの特色を出すための芝居の付け方が大変だったが、スーツアクターとしての方向性が見え始めた作品でもあったという。

##### 仮面ライダー555
『仮面ライダー555』でジェットコースターに乗るシーンを撮影した際には、乾巧役の半田健人も同じく高所恐怖症で乗ることができず、代理を頼まれて苦労したという。後楽園野外劇場のジェットコースターでの登場も苦労の連続だった。マスクを被っていると視界が狭まるので助かると述べている。
演じて難しかった役として、『555』で木場勇治が変身した仮面ライダーファイズを挙げている。アクションシーンで木場が変身するファイズがどうしても表現できず、監督の石田秀範から「それは巧だ！」と何回もダメ出しを受け、この時の石田監督は非常に怖かったと振り返っている。
本人は「ブレイドのような型にはまった感じのアクションよりも龍騎、ファイズのようながむしゃら系の動きのほうが得意」とも語っている。
『555』の撮影途中には父が危篤となり、アクション監督の宮崎剛らをはじめとするスタッフから「（ファイズ役は）代役でなんとかするから（父のもとへ）帰れ」と勧められたが、「ロケーションと合成の演技が、違和感なくつながるように」と頑なに断って撮影参加を続行したため、父の臨終には立ち会えなかった。
2008年には、高岩の身体を三次元スキャンしたデータから作られた世界555体限定のファイズのフィギュアが発売された。

##### 仮面ライダー電王
特筆すべきは2007年の『仮面ライダー電王』で、レギュラーキャラクターであるモモタロスのキャラクター造形に大きく貢献し、キャラクター人気の盛り上がりに一役買った。また、モモタロスが憑依した設定の電王ソードフォームだけでなく、人格が異なる電王7フォームもほぼ1人で演じ切った。このことについて、本人はインタビューで「（電王では）20年近いキャリアの引き出しをすべて使い切った。もう振っても何も出ない」と冗談交じりに述べているほか、モモタロスについても一から作り上げた役ゆえに特別である旨を述べており、『ディケイド』以降にモモタロスが客演して主役ライダーと同じ場面で映るシーンでも、監督からモモタロスの方を指名されるという。
プロデューサーの白倉伸一郎からは当初、「主人公に4人の化け物が憑依して、色々と人格が変わる」という説明があり、「これは厄介だな」と、直感的に難役だと感じ、4人の化け物（イマジン）の内、モモタロスの声を演じる関俊彦の収録テストに立ち会ってイメージを膨らませ、モモタロスのキャラクター性を自身で創り上げた後、電王に変身する野上良太郎役の佐藤健へ、「チンピラではないが、ガサツでガラが悪そうな感じ」というモモタロスのキャラ設定を、自演を交えて伝える流れで芝居の擦り合わせを行った。
モモタロスのデザインはディティール優先で、スーツはアクション向きでなく、電車内でのコメディ風な小競り合いも、当初はアクションを余りさせない方向だったが、変身前の主人公が「最弱ライダー」という肩書き上、賑やかし役を怪人役のスーツアクターが一手に引き受けることとなり、これが予想外の好評を受けて、出番が回を追うごとに増えて行った。撮影現場では高岩を含めたスーツアクターのアイディアやアドリブが次々と採用され、基本は台本通りに進行しつつ、半分はアドリブで占められる状況に、監督たちも次第に演出を丸投げするようになったが、現場でのアドリブは演じ方も含めてスクリプターが全て記録して、アフレコを行う声優たちに報告されたため、全容を把握した声優陣によって、さらに磨かれた芝居として昇華し、面白さは加速度的に増したという。
上記の理由で、本作での拘束時間は従来の平成ライダーより長いものとなったが、その分、顔出しの役者たちとの連帯が取れてチームワークは抜群であったという。

##### 仮面ライダーゴースト
『仮面ライダーゴースト』では、仮面ライダーゴーストのスーツアクターのほかに顔出しで敵幹部ジャイロ役も演じた。プロデューサーの高橋一浩からはゴースト役を優先するよう指示されていたため、変身前はジャイロとして天空寺タケルと戦った後、変身後はゴーストとしてジャイロが変身した怪人と戦うという複雑な撮影となった。また、平成仮面ライダーシリーズで顔出しレギュラーを演じるのは初めてであったため、ファンの間では「高岩が特撮の現場を降りるので花を持たせるための役ではないか」と噂されていた。

##### 仮面ライダージオウ
『仮面ライダージオウ』では、仮面ライダージオウ役に起用された時点で50歳を迎えていたが、主役が高校生という設定だったため、さすがに無理を感じるようになった。特に、シリアスな場面においては高校生らしい動きが表現できず、50歳の風格が無意識に滲み出るため、役に寄せられないと感じ、本作を最後にスーツアクターを卒業することを意識したという。

#### スーパー戦隊シリーズ
戦隊シリーズを演じる魅力として、タイマンでなく複数人で戦える安心感を挙げており、レッドが立ち位置的にセンターだが、エピソードの主役は各メンバーに輪番で回るため、レッドが脇役になることもある新鮮さが、仮面ライダーにはない魅力であると述べている。
ある程度きちんとしたヒーローを演じたのは『恐竜戦隊ジュウレンジャー』のドラゴンレンジャーが初であるが、スケジュールの都合上、初登場から数回と終盤の数回しか出演していない。戦隊物の撮影に慣れておらず、カメラマンのいのくままさおや監督の東條昭平からは「キャメラフレームも分からないのか！」とボロクソに怒鳴られ、一切名前を呼んで貰えなかったという。
『五星戦隊ダイレンジャー』に出演した和田圭市は、クランクイン前のアクション練習で高岩の協力を受けたが、言葉数少なく威圧感が印象的であったと述べている。
『忍者戦隊カクレンジャー』のニンジャレッド役では、『秘密戦隊ゴレンジャー』から『鳥人戦隊ジェットマン』までほぼ全てのレッドを演じた新堀和男から直接、「レッドは真ん中で、ドーンと構えていないといけない」など、所謂「レッド談義」を聴いて撮影に臨んだが、高身長と逆三角形の体格だからこそ為せる表現であることに気づき、途中から新堀のレッド像は演じられないと悟り、ニンジャレッドのキャラクターが従来のレッド像とは異なることもあって、自分なりのレッドを演じるよう開き直ったという。レッド役は前年の『ダイレンジャー』で、大藤直樹が1年だけリュウレンジャーを務めた前例から、自身も1年だけと考えていたが、撮影の段取が分からず、ヒーローショーの芝居やアクションのまま演じており、いのくままさおからは「赤いの！」と、相変わらず名前で呼んで貰えなかった。またスーツアクターの中では一番の下っ端で、撮影現場へ到着すると、レッドの扮装のまま雑用をこなす毎日を過ごすことが多く、撮影に入ると一番下の後輩（レッド）が先輩（ブルー・イエロー・ブラック・ホワイト）を指揮する構図に、先輩のスーツアクター達から「何でお前にそんなこと言われなきゃいけないんだよ（笑）」と、キャメラテストで弄られ、監督やカメラマンからは叱責される日々だったこともあり、いつ辞めるか自問自答を繰り返していたという。
『電磁戦隊メガレンジャー』のメガブルー役は、メンバーの中心であるレッド役に比べて自由度が高かったため、ヒーローらしい動きを封印してナチュラルな動きを取り入れたり、斜に構えた銃の打ち方を行ったりするなど、試行錯誤を行ったという。また、共演者に横山一敏・岡元次郎・蜂須賀祐一ら実力派メンバーが揃っていたため、工夫が必要であったと述べている。
『星獣戦隊ギンガマン』や『救急戦隊ゴーゴーファイブ』のころになると、大袈裟な身振り手振りによる演技に疑問を持つようになる。特に『救急戦隊ゴーゴーファイブ』では芝居への意欲が高まり、変身前を演じる西岡竜一朗と演技について密に語り合い、キャラクターの演技付けを行った。そして監督たちと意思疎通を図るため、テスト撮影の段階から表情を作り込むことに執心したという。しかし、次作『未来戦隊タイムレンジャー』では、変身前を演じる永井マサルが演技経験のない新人であったため、高岩が永井の演技のクセを拾うことができず、高岩が演技について「喋っている人を見た方が良い」などの助言をしたり、永井が高岩の演技を取り入れたりするなどの試行錯誤を番組中盤まで試した。この取り組みにより、戦隊シリーズでの過剰な演技や芝居は、徐々に減少していったという。
2005年に久々に戦隊シリーズを担当した『魔法戦隊マジレンジャー』への起用が決まった際は、「やった！」と心の中で勝どきを挙げ、撮影中も「滅茶苦茶楽しかった」と述懐するほどの充実感を得る毎日だったが、平成ライダーの『仮面ライダーカブト』への復帰が決まった後は、撮影現場で「1年ゲスト」と弄られていたという。本作でも培われた表現力が発揮されており、末っ子・魁の猪突猛進ぶり（本人曰く「小学生ぐらいの動作」を意識したとのこと）を表現し、変身前の魁の役作りに悩んでいた橋本淳がキャラクターを固める1つのきっかけにもなっている。また、橋本は高岩が橋本の体型に合わせるためにダイエットを行っていたことを証言しており、その姿勢に感心した旨を語っている。

#### メタルヒーローシリーズ
『重甲ビーファイター』への参加は、スーパー戦隊とメタルヒーローでアクション監督が入れ替わったことに伴うものであった。高岩は竹田道弘から指名を受け、それに応えたいという想いが強かったと述べている。
『ビーファイターカブト』のころになると、ノウハウを覚えて現場で叱責されることはなくなった。しかし本作にて念願の顔出し役を貰ったものの、演技や発声の不甲斐なさ、撮影後のアフレコでのNG連発で心を折られ、以降はスーツアクターとして生きることを決めたという。

#### その他
『仮面ライダーBLACK RX』では、先輩スーツアクター陣が高岩が役者志望であることを知っていたため、顔の半分出ているライダーマン役を勧められて演じることとなった。しかし、高岩はまだ若かったことから、恥ずかしさを感じていたという。また、テレビでの演技は初めてであったため、舞台的なアクションになってしまったことを反省点として挙げている。
元SKE48の松井玲奈は、最も尊敬する人物の第1位に高岩を選んだほどの大ファンとして知られる。

## 出演
※『JAE NAKED HERO』「LIST OF WORKS 高岩成二」、『時は今― 歩み続けるその先へ ACTion 高岩成二』より

### テレビドラマ
- はぐれ刑事純情派（1988年、ANB） - 木村一八吹き替え[69][68]
- 太平記（1991年、NHK） - 見張り[68]、騎馬武者[68]
- 炎立つ（1993年 - 1994年、NHK）[68]
- ドラマシティー93 あの頃のあなたへ（1993年、NTV） - 長谷川初範吹き替え[68]
- 森蘭丸〜戦国を駆け抜けた若獅子〜（1993年、TX） - 忍者[68]
- 新婚なり!（1995年、TBS） - カゲトラ[68]
- ハロー張りネズミ（1996年、TBS）[68]
- 森村誠一の終着駅シリーズ 人間の十字架・飛騨高山、刑事の妻の秘密旅行が連続殺人を呼ぶ（1996年、ANB）[68]
- マッハブイロク SP「big」大作戦（2000年、CX） - ふかわりょう吹き替え[68]
- 光の帝国 第2話（2000年、NHK） - 吹き替え[68]
- 岡部警部シリーズ 多摩湖畔殺人事件（2007年、CX） - SP[68]
- ルパンの娘 第10話・最終話（2019年、CX） - 英輔の護衛[70][68]
- 絶対零度〜未然犯罪潜入捜査〜 Season4 第9話・第11話（2020年、CX） - 里谷隆一[71][68]
- 美食探偵 明智五郎 最終話（2020年、NTV） - 首相のSP[68]
- SHOGUN’S NINJA-将軍乃忍者-（2025年放送予定、KTV） - 柳生宗矩[72]

### 特撮テレビドラマ
太字はレギュラー出演。
| 仮面ライダーシリーズ                                                     | 仮面ライダーシリーズ        | 仮面ライダーシリーズ | 仮面ライダーシリーズ                             |
| タイトル                                                                 | 放映年、放映局              | 役名 | 備考                                             |
| ------------------------------------------------------------------------ | --------------------------- | --- | ------------------------------------------------ |
| 仮面ライダーBLACK RX                                                     | 1988年 - 1989年、MBS        | ライダーマン | -                                                |
| 仮面ライダーアギト                                                       | 2001年 - 2002年、テレビ朝日 | 仮面ライダーアギト、仮面ライダーアギト（沢木雪菜）、仮面ライダーG3-X（津上翔一装着時）、V-1システム | -                                                |
| 仮面ライダーアギトスペシャル 新たなる変身                                | 2001年、テレビ朝日          | 仮面ライダーアギト | -                                                |
| 仮面ライダー龍騎                                                         | 2002年 - 2003年、テレビ朝日 | 仮面ライダー龍騎、仮面ライダーナイト（トリックベント）、高岡商事一味のヤクザ | -                                                |
| 仮面ライダー龍騎スペシャル 13RIDERS                                      | 2002年、テレビ朝日          | 仮面ライダー龍騎、仮面ライダー龍騎（榊原変身体）、仮面ライダーナイト（城戸変身時）、仮面ライダーリュウガ | -                                                |
| 仮面ライダー555                                                          | 2003年 - 2004年、テレビ朝日 | 仮面ライダーファイズ、ウルフオルフェノク、センチピードオルフェノク 仮面ライダーカイザ（23話）、シーキュカンバーオルフェノク、スマートブレイン研究員（1話）                                                                           | -                                                |
| 仮面ライダー剣                                                           | 2004年 - 2005年、テレビ朝日 | 仮面ライダーブレイド、ジョーカー（カリスとの戦闘時）、ハカランダの客（最終回） | -                                                |
| 仮面ライダーカブト                                                       | 2006年 - 2007年、テレビ朝日 | 仮面ライダーカブト、仮面ライダーダークカブト、警備員 | -                                                |
| 仮面ライダー電王                                                         | 2007年 - 2008年、テレビ朝日 | 仮面ライダー電王、モモタロス | -                                                |
| 仮面ライダーキバ                                                         | 2008年 - 2009年、テレビ朝日 | 仮面ライダーキバ、ガルル、仮面ライダーダークキバ（過去編キング変身時） | -                                                |
| 仮面ライダーディケイド                                                   | 2009年、テレビ朝日          | 仮面ライダーディケイド、モモタロス / 仮面ライダー電王ソードフォーム 仮面ライダーキバ（最終話） | -                                                |
| 仮面ライダーG                                                            | 2009年1月31日、テレビ朝日   | 仮面ライダーディケイド | -                                                |
| 仮面ライダーW                                                            | 2009年 - 2010年、テレビ朝日 | 仮面ライダーW、仮面ライダージョーカー、仮面ライダーアクセル（代役） | -                                                |
| 仮面ライダーオーズ/OOO                                                   | 2010年 - 2011年、テレビ朝日 | 仮面ライダーオーズ | -                                                |
| 仮面ライダーフォーゼ                                                     | 2011年 - 2012年、テレビ朝日 | 仮面ライダーフォーゼ | -                                                |
| 仮面ライダーウィザード                                                   | 2012年 - 2013年、テレビ朝日 | 仮面ライダーウィザード | -                                                |
| 仮面ライダー鎧武/ガイム                                                  | 2013年 - 2014年、テレビ朝日 | 仮面ライダー鎧武、ビャッコインベス（第40話） | -                                                |
| 仮面ライダードライブ                                                     | 2014年 - 2015年、テレビ朝日 | 仮面ライダードライブ、仮面ライダーゴースト | -                                                |
| 仮面ライダーゴースト                                                     | 2015年 - 2016年、テレビ朝日 | 仮面ライダーゴースト、ジャイロ、眼魔ウルティマ、仮面ライダーエグゼイド、刀眼魔（第1話）、眼魔スペリオル、ムサシゴースト、ロビンゴースト                                                                                              | -                                                |
| 仮面ライダーエグゼイド                                                   | 2016年 - 2017年、テレビ朝日 | 仮面ライダーエグゼイド（レベル1以外） | -                                                |
| 仮面ライダービルド                                                       | 2017年 - 2018年、テレビ朝日 | 仮面ライダービルド | -                                                |
| 仮面ライダージオウ                                                       | 2018年 - 2019年、テレビ朝日 | 仮面ライダージオウ、オーマジオウ（変身前（初老の男） / 変身後スーツアクター）、 仮面ライダージオウ（ミラーワールドバージョン）、仮面ライダーバース、モモタロス、仮面ライダーディケイド（EP48ディエンド共闘時）、仮面ライダーファイズ | -                                                |
| 仮面ライダーゼロワン                                                     | 2019年 - 2020年、テレビ朝日 | 仮面ライダー滅、仮面ライダーアークゼロ | -                                                |
| スーパー戦隊シリーズ                                                     |                             | |                                                  |
| タイトル                                                                 | 放映年、放映局              | 役名 | 備考                                             |
| 光戦隊マスクマン                                                         | 1987年 - 1988年、テレビ朝日 | 補助 | -                                                |
| 鳥人戦隊ジェットマン                                                     | 1991年 - 1992年、テレビ朝日 | | -                                                |
| 恐竜戦隊ジュウレンジャー                                                 | 1992年 - 1993年、テレビ朝日 | ドラゴンレンジャー | クレジット表記なし                               |
| 五星戦隊ダイレンジャー                                                   | 1993年 - 1994年、テレビ朝日 | ボクサー（第14話） | -                                                |
| 忍者戦隊カクレンジャー                                                   | 1994年 - 1995年、テレビ朝日 | ニンジャレッド、レッドサルダー、バトルサルダー、ゴッドサルダー、隠大将軍、ニンジャマン | -                                                |
| 電磁戦隊メガレンジャー                                                   | 1997年 - 1998年、テレビ朝日 | メガブルー、デルタメガ | -                                                |
| 星獣戦隊ギンガマン                                                       | 1998年 - 1999年、テレビ朝日 | ギンガレッド、ギンガレオン、合身獣士ブルタウラス、ヒロシ（第11話） | -                                                |
| 救急戦隊ゴーゴーファイブ                                                 | 1999年 - 2000年、テレビ朝日 | ゴーレッド、グランドライナー、冥王ジルフィーザ、龍冥王サラマンデス | -                                                |
| 未来戦隊タイムレンジャー                                                 | 2000年 - 2001年、テレビ朝日 | タイムレッド、ブイレックス | -                                                |
| 特捜戦隊デカレンジャー                                                   | 2004年 - 2005年、テレビ朝日 | | -                                                |
| 魔法戦隊マジレンジャー                                                   | 2005年 - 2006年、テレビ朝日 | マジレッド、マジフェニックス、冥府神ゴーゴン | -                                                |
| 轟轟戦隊ボウケンジャー                                                   | 2006年 - 2007年、テレビ朝日 | ボウケンブラック（OP / 代役） | -                                                |
| 海賊戦隊ゴーカイジャー                                                   | 2011年、テレビ朝日          | ニンジャレッド | 第1話ゲスト出演                                  |
| 特命戦隊ゴーバスターズ                                                   | 2012年、テレビ朝日          | レッドバスター（最終話バトンタッチ） | -                                                |
| 手裏剣戦隊ニンニンジャー                                                 | 2015年、テレビ朝日          | ニンジャレッド | 忍びの7ゲスト出演                                |
| 動物戦隊ジュウオウジャー                                                 | 2016年、テレビ朝日          | 仮面ライダーゴースト | 第7話ゲスト出演                                  |
| 宇宙戦隊キュウレンジャー                                                 | 2017年、テレビ朝日          | 仮面ライダーエグゼイド | Space.7ゲスト出演                                |
| 騎士竜戦隊リュウソウジャー                                               | 2020年、テレビ朝日          | リュウソウブラック（マスターバージョン） | 第45話ゲスト出演                                 |
| ナンバーワン戦隊ゴジュウジャー                                           | 2025年、テレビ朝日          | 晩堂深也 | 第24話ゲスト出演                                 |
| メタルヒーローシリーズ                                                   |                             | |                                                  |
| タイトル                                                                 | 放映年、放映局              | 役名 | 備考                                             |
| 超人機メタルダー                                                         | 1987年 - 1988年、テレビ朝日 | 補助 | -                                                |
| 特救指令ソルブレイン                                                     | 1991年 - 1992年、テレビ朝日 | チンピラ（18話） | -                                                |
| 特捜エクシードラフト                                                     | 1992年 - 1993年、テレビ朝日 | 大鳥のボディーガード（17話）、宝石強盗（39話） | -                                                |
| 特捜ロボ ジャンパーソン                                                  | 1993年 - 1994年、テレビ朝日 | ジャンパーソン（スタント時）、ネオギルド殺人ロボット、ジェフ権藤の手下（17話） | -                                                |
| 重甲ビーファイター                                                       | 1995年 - 1996年、テレビ朝日 | ブルービート（アクション時） | -                                                |
| ビーファイターカブト                                                     | 1996年 - 1997年、テレビ朝日 | ビーファイターカブト（アクション時）、ビーファイターヤンマ、フリオ・リベラ / BF・ゲンジ | -                                                |
| その他                                                                   |                             | |                                                  |
| タイトル                                                                 | 放映年、放映局              | 役名 | 備考                                             |
| 電脳警察サイバーコップ                                                   | 1988年 - 1989年、日本テレビ | グラップラー、工作員 | -                                                |
| パワーレンジャー                                                         | 1994年、フォックス放送      | レッドレンジャー | 日本追加撮影部分                                 |
| 非公認戦隊アキバレンジャー シーズン痛                                    | 2013年、BS朝日ほか          | 高岩さん | 本人 役                                          |
| 烈車戦隊トッキュウジャーVS仮面ライダー鎧武 春休み合体スペシャル          | 2014年、テレビ朝日          | |                                                  |
| 手裏剣戦隊ニンニンジャーVS仮面ライダードライブ 春休み合体1時間スペシャル | 2015年、テレビ朝日          | |                                                  |
| ドゲンジャーズ〜ナイスバディ〜                                           | 2021年、KBC他               | 銀河新星グレイトZ | 作中に出てくる架空の特撮会社、花形特撮のヒーロー |

### 映画
| タイトル                                                                                    | 公開年 | 役名 | 備考                 |
| ------------------------------------------------------------------------------------------- | ------ | --- | -------------------- |
| 右曲がりのダンディー                                                                        | 1989年 | 仮面ライダーBLACK RX                                                                                                 | -                    |
| 映画シージェッター海斗 特別編                                                               | 2013年 | 鳴海光真 | -                    |
| HE-LOW THE FINAL                                                                            | 2022年 | | -                    |
| 英雄傳                                                                                      | 2025年 | 智也 | -                    |
| 仮面ライダーシリーズ                                                                        |        | |                      |
| 仮面ライダーZO                                                                              | 1993年 | ドラス | -                    |
| 劇場版 仮面ライダーアギト PROJECT G4                                                        | 2001年 | 仮面ライダーアギト、アントロード                                                                                     | -                    |
| 劇場版 仮面ライダー龍騎 EPISODE FINAL                                                       | 2002年 | 仮面ライダー龍騎、仮面ライダーリュウガ                                                                               | -                    |
| 劇場版 仮面ライダー555 パラダイス・ロスト                                                   | 2003年 | 仮面ライダーファイズ、ウルフオルフェノク、仮面ライダーカイザ（啓太郎）                                               | -                    |
| 劇場版 仮面ライダー剣 MISSING ACE                                                           | 2004年 | 仮面ライダーブレイド、ビートルアンデッド、スキッドアンデッド、アルビローチ、警備員                                   | -                    |
| 劇場版 仮面ライダーカブト GOD SPEED LOVE                                                    | 2006年 | 仮面ライダーカブト、天道総司（吹き替え）                                                                             | -                    |
| 劇場版 仮面ライダー電王 俺、誕生!                                                           | 2007年 | 仮面ライダー電王、モモタロス                                                                                         | -                    |
| モモタロスのなつやすみ                                                                      | 2007年 | モモタロス | -                    |
| 劇場版 仮面ライダー電王&キバ クライマックス刑事                                             | 2008年 | 仮面ライダー電王、仮面ライダーキバ、モモタロス                                                                       | -                    |
| 劇場版 仮面ライダーキバ 魔界城の王                                                          | 2008年 | 仮面ライダーキバ、ガルル、警官                                                                                       | -                    |
| 劇場版 さらば仮面ライダー電王 ファイナル・カウントダウン                                    | 2008年 | モモタロス / 仮面ライダー電王 ソードフォーム、仮面ライダーNEW電王                                                    | -                    |
| 劇場版 超・仮面ライダー電王&ディケイド NEOジェネレーションズ 鬼ヶ島の戦艦                   | 2009年 | 仮面ライダー電王、モモタロス、仮面ライダーディケイド                                                                 | -                    |
| 劇場版 仮面ライダーディケイド オールライダー対大ショッカー                                  | 2009年 | 仮面ライダーディケイド、仮面ライダーW、仮面ライダー電王 / モモタロス、ライダーマン、仮面ライダーX、スカイライダー 他 | -                    |
| 仮面ライダー×仮面ライダー W&ディケイド MOVIE大戦2010                                        | 2009年 | 仮面ライダーW、仮面ライダーディケイド                                                                                | -                    |
| 仮面ライダー×仮面ライダー×仮面ライダー THE MOVIE 超・電王トリロジー                         | 2010年 | 仮面ライダー電王、モモタロス                                                                                         | -                    |
| 仮面ライダーW FOREVER AtoZ/運命のガイアメモリ                                               | 2010年 | 仮面ライダーW、仮面ライダージョーカー、仮面ライダーオーズ                                                            | -                    |
| 仮面ライダー×仮面ライダー オーズ&ダブル feat.スカル MOVIE大戦CORE                           | 2010年 | 仮面ライダーオーズ、仮面ライダーW                                                                                    | -                    |
| オーズ・電王・オールライダー レッツゴー仮面ライダー                                         | 2011年 | 仮面ライダーオーズ、仮面ライダー電王、モモタロス、仮面ライダーファイズ 他                                            | -                    |
| 劇場版 仮面ライダーオーズ WONDERFUL 将軍と21のコアメダル                                    | 2011年 | 仮面ライダーオーズ、仮面ライダーフォーゼ、仮面ライダーバース（火野映司変身時）                                       | -                    |
| 仮面ライダー×仮面ライダー フォーゼ&オーズ MOVIE大戦MEGA MAX                                 | 2011年 | 仮面ライダーフォーゼ、仮面ライダーオーズ、仮面ライダーW、仮面ライダーストロンガー                                    | -                    |
| 仮面ライダー×スーパー戦隊 スーパーヒーロー大戦                                              | 2012年 | 仮面ライダーフォーゼ、仮面ライダーオーズ、モモタロス、仮面ライダーディケイド                                         | -                    |
| 仮面ライダーフォーゼ THE MOVIE みんなで宇宙キターッ!                                        | 2012年 | 仮面ライダーフォーゼ、仮面ライダーウィザード                                                                         | -                    |
| 仮面ライダー×仮面ライダー ウィザード&フォーゼ MOVIE大戦アルティメイタム                     | 2012年 | 仮面ライダーウィザード、仮面ライダーフォーゼ                                                                         | -                    |
| 仮面ライダー×スーパー戦隊×宇宙刑事 スーパーヒーロー大戦Z                                    | 2013年 | 仮面ライダーウィザード                                                                                               | -                    |
| 劇場版 仮面ライダーウィザード in Magic Land                                                 | 2013年 | 仮面ライダーウィザード                                                                                               | -                    |
| 仮面ライダー×仮面ライダー 鎧武&ウィザード 天下分け目の戦国MOVIE大合戦                       | 2013年 | 仮面ライダー鎧武 | -                    |
| 平成ライダー対昭和ライダー 仮面ライダー大戦 feat.スーパー戦隊                               | 2014年 | 仮面ライダー鎧武、作業員                                                                                             | -                    |
| 劇場版 仮面ライダー鎧武 サッカー大決戦!黄金の果実争奪杯!                                    | 2014年 | 仮面ライダー鎧武 | -                    |
| 仮面ライダー×仮面ライダー ドライブ&鎧武 MOVIE大戦フルスロットル                             | 2014年 | 仮面ライダードライブ                                                                                                 | -                    |
| スーパーヒーロー大戦GP 仮面ライダー3号                                                      | 2015年 | 仮面ライダードライブ                                                                                                 | -                    |
| 劇場版 仮面ライダードライブ サプライズ・フューチャー                                        | 2015年 | 仮面ライダードライブ、仮面ライダーゴースト                                                                           | -                    |
| 仮面ライダー×仮面ライダー ゴースト&ドライブ 超MOVIE大戦ジェネシス                           | 2015年 | 仮面ライダーゴースト、仮面ライダードライブ                                                                           | -                    |
| 仮面ライダー1号                                                                             | 2016年 | 仮面ライダーゴースト                                                                                                 | -                    |
| 劇場版 仮面ライダーゴースト 100の眼魂とゴースト運命の瞬間                                   | 2016年 | 仮面ライダーゴースト、仮面ライダーエグゼイド                                                                         | -                    |
| 仮面ライダー平成ジェネレーションズ Dr.パックマン対エグゼイド&ゴーストwithレジェンドライダー | 2016年 | 仮面ライダーエグゼイド、仮面ライダーゴースト                                                                         | -                    |
| 仮面ライダー×スーパー戦隊 超スーパーヒーロー大戦                                            | 2017年 | 仮面ライダーエグゼイド、モモタロス、アカライダー                                                                     | -                    |
| 劇場版 仮面ライダーエグゼイド トゥルー・エンディング                                        | 2017年 | 仮面ライダーエグゼイド                                                                                               | -                    |
| 仮面ライダー平成ジェネレーションズ FINAL ビルド&エグゼイドwithレジェンドライダー            | 2017年 | 仮面ライダービルド、仮面ライダーオーズ（タトバ / ガタキリバ）、仮面ライダーフォーゼ、仮面ライダー鎧武                | -                    |
| 劇場版 仮面ライダービルド Be The One                                                        | 2018年 | 仮面ライダービルド                                                                                                   | -                    |
| 平成仮面ライダー20作記念 仮面ライダー平成ジェネレーションズ FOREVER                         | 2018年 | 仮面ライダージオウ、仮面ライダー電王、モモタロス、仮面ライダーファイズ、仮面ライダークウガ                           | -                    |
| 劇場版 仮面ライダージオウ Over Quartzer                                                     | 2019年 | 仮面ライダージオウ                                                                                                   | -                    |
| 仮面ライダー 令和 ザ・ファースト・ジェネレーション                                          | 2019年 | 仮面ライダージオウ、仮面ライダー滅、仮面ライダー1型                                                                  | -                    |
| 仮面ライダー電王 プリティ電王とうじょう!                                                    | 2020年 | モモタロス | -                    |
| 劇場版 仮面ライダーゼロワン REAL×TIME                                                       | 2020年 | 仮面ライダー滅 | アクション監督補兼任 |
| 劇場版 仮面ライダーリバイス バトルファミリア                                                | 2022年 | | -                    |
| スーパー戦隊シリーズ                                                                        |        | |                      |
| 忍者戦隊カクレンジャー                                                                      | 1994年 | ニンジャレッド、バトルサルダー                                                                                       | -                    |
| スーパー戦隊ワールド                                                                        | 1994年 | ニンジャレッド | -                    |
| 魔法戦隊マジレンジャー THE MOVIE インフェルシアの花嫁                                       | 2005年 | マジレッド、マジフェニックス                                                                                         | -                    |
| ゴーカイジャー ゴセイジャー スーパー戦隊199ヒーロー大決戦                                   | 2011年 | | -                    |
| メタルヒーローシリーズ                                                                      |        | |                      |
| 特捜ロボジャンパーソン                                                                      | 1993年 | ネオギルド殺人ロボット                                                                                               | -                    |
| 重甲ビーファイター                                                                          | 1995年 | ブルービート（アクション）                                                                                           | -                    |

### ビデオ・DVD
| タイトル                                                                                             | 公開年     | 役名                                                               | 備考                           |
| --- | ---------- | ------------------------------------------------------------------ | ------------------------------ |
| 女バトルコップ                                                                                       | 1990年     |                                                                    | -                              |
| スーパー戦隊Vシネマシリーズ                                                                          |            |                                                                    |                                |
| 電磁戦隊メガレンジャーVSカーレンジャー                                                               | 1998年     | メガブルー                                                         | -                              |
| 星獣戦隊ギンガマンVSメガレンジャー                                                                   | 1999年     | ギンガレッド、メガブルー、合身獣士ブルタウラス                     | -                              |
| 救急戦隊ゴーゴーファイブ 激突!新たなる超戦士                                                         | 1999年     | ゴーレッド、冥王ジルフィーザ                                       | -                              |
| 救急戦隊ゴーゴーファイブVSギンガマン                                                                 | 2000年     | ゴーレッド、ギンガレッド、龍冥王サラマンデス、合身獣士ブルタウラス | -                              |
| 未来戦隊タイムレンジャーVSゴーゴーファイブ                                                           | 2001年     | タイムレッド、ゴーレッド、ブイレックス                             | -                              |
| 魔法戦隊マジレンジャー スペシャルDVD 大公開!黄金グリップフォンの超魔法〜ゴル・ゴール・ゴー・ゴー〜   | 2005年     | マジレッド、魁シャイン                                             | -                              |
| 魔法戦隊マジレンジャーVSデカレンジャー                                                               | 2006年     | マジレッド                                                         | -                              |
| 獣拳戦隊ゲキレンジャーVSボウケンジャー                                                               | 2008年     | ボウケンブラック（代役）                                           | -                              |
| 行って帰ってきた烈車戦隊トッキュウジャー 夢の超トッキュウ7号                                         | 2015年     | クローズ                                                           | -                              |
| 仮面ライダーシリーズ Vシネマ / てれびくん全員サービスビデオ                                          |            |                                                                    |                                |
| タイトル                                                                                             | リリース年 | 役名                                                               | 備考                           |
| 真・仮面ライダー 序章                                                                                | 1992年     | 財団の兵士                                                         | 顔出し出演、クレジット表記無し |
| 仮面ライダーアギト 3大ライダー超決戦（バトル）ビデオ アギトvsG3-Xvsギルス いま選ばれる最強ライダー   | 2001年     | 仮面ライダーアギト                                                 | -                              |
| 仮面ライダー龍騎 ハイパーバトルビデオ 龍騎vs仮面ライダーアギト                                       | 2002年     | 仮面ライダー龍騎、仮面ライダーアギト（声・スーツアクター）         | -                              |
| 仮面ライダー555 ハイパーバトルビデオ                                                                 | 2003年     | 仮面ライダーファイズ                                               | -                              |
| 仮面ライダー剣 超バトルDVD 「仮面ライダー剣（ブレイド）VSブレイド」                                  | 2004年     | 仮面ライダーブレイド                                               | -                              |
| 仮面ライダーカブト 超バトルDVD 誕生!ガタックハイパーフォーム!!                                       | 2006年     | 仮面ライダーカブト                                                 | -                              |
| 仮面ライダー電王 超バトルDVD 〜うたって、おどって、大とっくん!!〜                                    | 2007年     | 仮面ライダー電王ライナーフォーム、モモタロス                       | -                              |
| 仮面ライダーキバ アドベンチャーバトルDVD 〜キミもキバになろう〜                                      | 2008年     | 仮面ライダーキバ                                                   | -                              |
| 仮面ライダーディケイド 超アドベンチャーDVD 守れ！〈てれびくんの世界〉                                | 2009年     | 仮面ライダーディケイド                                             | -                              |
| 仮面ライダーW 超バトルDVD 丼のα/さらば愛しのレシピよ                                                 | 2010年     | 仮面ライダーW                                                      | -                              |
| 仮面ライダーW RETURNS（アクセル、エターナル共通）                                                    | 2011年     | 仮面ライダーW                                                      | -                              |
| 仮面ライダーオーズ 超バトルDVD クイズとダンスとタカガルバ                                            | 2011年     | 仮面ライダーオーズ                                                 | -                              |
| 仮面ライダーフォーゼ アストロスイッチひみつレポート                                                  | 2012年     | 仮面ライダーフォーゼ                                               | -                              |
| 仮面ライダーフォーゼ 超バトルDVD 友情のロケットドリルステイツ                                        | 2012年     | 仮面ライダーフォーゼ                                               | -                              |
| てれびくん超バトルDVD 仮面ライダーウィザード ダンスリングでショータイム!!                            | 2013年     | 仮面ライダーウィザード                                             | -                              |
| てれびくん超バトルDVD 仮面ライダー鎧武 フレッシュオレンジアームズ誕生! 〜君もつかめ!フレッシュの力〜 | 2014年     | 仮面ライダー鎧武                                                   | -                              |
| 仮面ライダードライブ シークレット・ミッション type TV-KUN ハンター&モンスター! 超怪盗の謎を追え!     | 2014年     | 仮面ライダードライブ                                               | -                              |
| 仮面ライダードライブ シークレット・ミッション type HIGH-SPEED! ホンモノの力! タイプハイスピード誕生! | 2015年     | 仮面ライダードライブ                                               | -                              |
| 仮面ライダードライブ シークレット・ミッション type TOKUJO（タイプ・特状）                            | 2015年     | 仮面ライダードライブ                                               | -                              |
| 仮面ライダーゴースト 一休眼魂争奪!とんち勝負（バトル）!!                                             | 2015年     | 仮面ライダーゴースト                                               | -                              |
| てれびくん超バトルDVD 仮面ライダーゴースト 一休入魂!めざめよ!オレのとんち力!!                        | 2016年     | 仮面ライダーゴースト                                               | -                              |
| ドライブサーガ 仮面ライダーチェイサー                                                                | 2016年     | 仮面ライダードライブ                                               | -                              |
| 仮面ライダーゴースト 伝説!ライダーの魂! 1号&平成編                                                   | 2016年     | 仮面ライダーゴースト                                               | -                              |
| てれびくん超バトルDVD 仮面ライダーゴースト 真相！英雄眼魂のひみつ！                                  | 2016年     | 仮面ライダーゴースト                                               | -                              |
| ゴースト RE:BIRTH 仮面ライダースペクター                                                             | 2017年     | ジャイロ / 眼魔スペリオル                                          | -                              |
| てれびくん超バトルDVD 仮面ライダーエグゼイド [裏技]仮面ライダーレーザー                              | 2017年     | 仮面ライダーエグゼイド                                             | -                              |
| てれびくん超バトルDVD 仮面ライダーエグゼイド [裏技]仮面ライダーパラドクス                            | 2017年     | 仮面ライダーエグゼイド                                             | -                              |
| てれびくん超バトルDVD 仮面ライダービルド 誕生！クマテレビ!! VS仮面ライダーグリス                     | 2018年     | 仮面ライダービルド                                                 | -                              |
| てれびくん超バトルDVD 仮面ライダービビビのビビルゲイツ                                               | 2019年     | 仮面ライダージオウ                                                 | -                              |
| 仮面ライダー555 20th パラダイス・リゲインド                                                          | 2024年     | ラーメン屋常連客                                                   | -                              |

### Webドラマ
- ネット版 仮面ライダー裏キバ 魔界城の女王（2008年） - 仮面ライダーキバ[68]
- ネット版 仮面ライダーディケイド オールライダー超スピンオフ（2009年） - 仮面ライダーディケイド[68]、仮面ライダーカブト[68]、ライダーマン[68]
- ネット版 オーズ・電王・オールライダー レッツゴー仮面ライダー 〜ガチで探せ！君だけのライダー48〜（2011年） - 仮面ライダーオーズ[68]
- ネット版 仮面ライダーオーズ ALLSTARS 21の主役とコアメダル（2011年） - 仮面ライダーオーズ[68]、仮面ライダーフォーゼ[68]
- ネット版 仮面ライダー×スーパー戦隊 スーパーヒーロー大変 〜犯人はダレだ?!〜（2012年） - 仮面ライダーフォーゼ[68]
- ネット版 仮面ライダーフォーゼ みんなで授業キターッ!（2012年） - 仮面ライダーフォーゼ[68]、仮面ライダーウィザード[68]
- ネット版 仮面ライダー×スーパー戦隊×宇宙刑事 スーパーヒーロー大戦乙!〜Heroo!知恵袋〜あなたのお悩み解決します!（2013年） - 仮面ライダーウィザード[68]、仮面ライダーフォーゼ[68]
- ネット版 仮面ライダーウィザード イン マジか!?ランド（2013年） - 仮面ライダーウィザード[68]
- dビデオスペシャル 仮面ライダー4号（2015年） - 仮面ライダードライブ[68]
- 仮面ライダーゴースト 伝説!ライダーの魂!（2016年） - 仮面ライダーゴースト[68]
- 仮面ライダーエグゼイド［裏技］ヴァーチャルオペレーションズ（2016年） - 仮面ライダーエグゼイド[68]
- 仮面ライダーエグゼイド［裏技］仮面ライダーゲンム（2017年） - 仮面ライダーエグゼイド[68]
- 仮面ライダーブレイブ〜Surviveせよ！復活のビーストライダー・スクワッド！〜（2017年） - 仮面ライダー王蛇[68]
- 仮面戦隊ゴライダー（2017年） - 仮面ライダーエグゼイド[68]
- 仮面ライダービルド ハザードレベルを上げる7つのベストマッチ（2018年） - 仮面ライダービルド[68]
- 仮面ライダージオウ スピンオフ PART2『RIDER TIME 仮面ライダー龍騎』（2019年）[注釈 7]
- グッドモーニング、眠れる獅子（2022年4月23日配信、ひかりTV）- 主演・九條和真 役[155]
  - グッドモーニング、眠れる獅子2（2023年4月12日、Lemino、ひかりTV）[156]
- 『劇場版 仮面ライダーリバイス』スピンオフ配信ドラマ『Birth of Chimera』（2022年7月22日、東映特撮ファンクラブ） - 大谷晃成 役[157]
- 忍者戦隊カクレンジャー 第三部・中年奮闘編（2024年） - 蛇五右衛門 役[158]
- 仮面ライダー 令和のゴージャス運動会（2024年） - 解説[159]

### 後楽園遊園地ヒーローショー
- スーパー戦隊シリーズ
  - 光戦隊マスクマン（1987年） - アングラー兵[68]、ブラックマスク[7][11][68]
  - 超獣戦隊ライブマン（1988年） - レッドファルコン[68]、ドクター・ケンプ[68]
  - 高速戦隊ターボレンジャー（1989年） - レッドターボ[68]、仮面ライダーBLACK RX[68]
  - 地球戦隊ファイブマン（1990年） - ファイブレッド[68]、シュバリエ[102][68]
  - 鳥人戦隊ジェットマン（1991年） - ラディゲ[68]、シュバリエ[68]、デコボコブラザーズ・妹デコ[68]
  - 恐竜戦隊ジュウレンジャー（1992年） - トリケラレンジャー[68]、ドラゴンレンジャー[68]
  - 五星戦隊ダイレンジャー 後楽園遊園地に現る!（1993年3月6日 - 4月18日） - リュウレンジャー[68]、バスケ部員A[68] 役
  - 五星戦隊ダイレンジャー ゴーマを倒せ! 大連王!（1993年4月24日 - 6月27日） - リュウレンジャー[68]
  - 五星戦隊ダイレンジャー 集結せよ! 無敵パワーの戦士たち（1993年7月3日 - 9月26日） - リュウレンジャー[68]、阿古丸の部下一号[68] 役
  - 五星戦隊ダイレンジャー 決戦! 6000年戦争（1993年10月2日 - 11月28日） - リュウレンジャー[68]、阿古丸の部下一号[68] 役

### 舞台
- Black JAC公演『マグニチュード愛 '88』（1988年、三百人劇場）[68]
- Black JAC公演『TOKYO家族』（1990年、築地ブディストホール）[68]
- 新歌舞伎座 スーパーヒーローフェスティバル'95（1995年8月、新歌舞伎座 (大阪)） - ブルービート（公演期間中の数日のみの特別出演）
- 劇団ドリーム『マグニチュード11』 - 車掌[160]
- 劇団メルシアーク『星鏡』『星鏡(再演)』主演（2021年、メルシアーク神楽坂）
- 劇団メルシアーク『金色の鼓手』（2022年、メルシアーク神楽坂）
- 劇団メルシアーク『Purple Spade』主演（2022年、メルシアーク神楽坂）

### PV
- モモタロス ウラタロス キンタロス リュウタロス（CV: 関俊彦 遊佐浩二 てらそままさき 鈴村健一）『Climax Jump DEN-LINER form』 - モモタロス
- Gackt『Journey through the Decade』 - 仮面ライダーディケイド[68]
- 上木彩矢 w TAKUYA『W-B-X 〜W-Boiled Extreme〜』 - 仮面ライダーW[68]
- Queen & Elizabeth『Love♡Wars』 - 仮面ライダーW
- 大黒摩季『Anything Goes!』 - 仮面ライダーオーズ[68]
- 仮面ライダーGIRLS『Let's Go RiderKick 2011』 - 仮面ライダーオーズ[68]
- 松平健feat.映司&アンク（C.V.渡部秀・三浦涼介）『手をつなごう〜マツケン×仮面ライダーサンバ〜』 - 仮面ライダーオーズ[68]
- 仮面ライダーウィザード(DVD/Blu-ray) VOL.2 映像特典「仮面ライダーウィザード イメージVTR1」 - 仮面ライダーウィザード
- Mitsuru Matsuoka EARNEST DRIVE『SURPRISE-DRIVE』 - 仮面ライダードライブ[68]

### ゲーム
- JACロックアドベンチャー（1990年、JAC）
- ライドカメンズ（2024年、バンダイ） - アクション・ポーズ制作協力[161]

### CM
- ハウス食品カレーのCM - 東山紀之吹き替え[160]
- 雪印ソーセージ「救急戦隊ゴーゴーファイブ」（1999年） - ゴーレッド[68]
- アキレス「救急戦隊ゴーゴーファイブ」（1999年） - ゴーレッド[68]
- バンダイ「ゴーゴーファイブ変身シリーズ」（1999年） - ゴーレッド[68]
- バンダイ「仮面ライダーアギトシリーズ」（2001年） - 仮面ライダーアギト[68]

### イベント
- ジャパンアクションエンタープライズスペシャルイベント Vol.1 Sep.11イベント「俺たち参上!!」（2009年9月11日、シアターGロッソ） - メインキャスト
- ジャパンアクションエンタープライズスペシャルイベント Vol.2 FEB.21イベント「俺たち参上!! VS ?!!」（2010年2月21日、渋谷C.C.Lemonホール） - メインキャスト
- MASKED RIDER LIVE&SHOW 〜十年祭〜（2009年、国際フォーラム） - ゲスト出演
- JAE NAKED LIVE「がんばろう 日本!」（2011年）

### バラエティ番組
- 新春かくし芸大会（1988年、CX）[162]
- 第43回NHK紅白歌合戦（1992年、NHK） - 仮面ライダーシン
- ウッチャンナンチャンのやるならやらねば![162]
- 第49回NHK紅白歌合戦（1998年、NHK） - 仮面ライダーV3
- SMAP×SMAP（2000年、CX） - 任侠ダンサーズ
- ナインティナインだ!!新番組をやらせろスペシャル（2000年、ANB） - タイムレッド
- やったるJ（2000年、ANB） - タイムレッド
- 1億人の大質問!?笑ってコラえて! スタントマンの金の卵（2009年、日本テレビ）
- 日曜もアメトーーク! 仮面ライダー芸人（テレビ朝日、2016年11月27日・2017年11月26日）

### アニメーション
- イマジンあにめ3 - キカイダー 役（第30話、スーツアクト）、モモタロス 役（第33話のみ）

### 書籍
- 時は今― 歩み続けるその先へ ACTion 高岩成二（2021年7月1日、講談社）
- スーツアクター高岩成二（2023年8月16日、イースト・プレス）